# ミュルーズ
ミュルーズ（フランス語・英語：Mulhouse、標準ドイツ語：（ミュールハウゼン）Mülhausen、アルザス語：Milhüsa（ミールヒューザ））は、フランス東部、グラン・テスト地域圏のオー＝ラン県南部の都市。スイスとの国境及び、スイスの主要都市の一つであるバーゼルから近い。

## 概要
地名は「水車小屋（の地）」を意味し、市の紋章も水車の形のものである。名称の通り、近辺では水力に利用できる水資源に恵まれ、18世紀以降、工業が発達した。なお、この頃より第二次世界大戦の終結に至るまで、フランスとドイツの間で数度に渡り領有権が移り変わることとなった。
基本的には工業都市であり、同じアルザスでもストラスブール、コルマールのような観光客の目を引きやすい見所はない。しかし、染色織物博物館、国立自動車博物館、シテ・デュ・トラン（フランス鉄道博物館）など、産業関連の博物館の集まる都市でもある。また、欧州物理学会の事務局の有る上アルザス大学が有る。旧市庁舎は16世紀に建造されたバロック様式の建築で、外壁の奇抜な壁画で知られる。
- 国立自動車博物館
- シテ・デュ・トランに展示のワゴン・リ客車
- 2006年開業のLRT

## 沿革

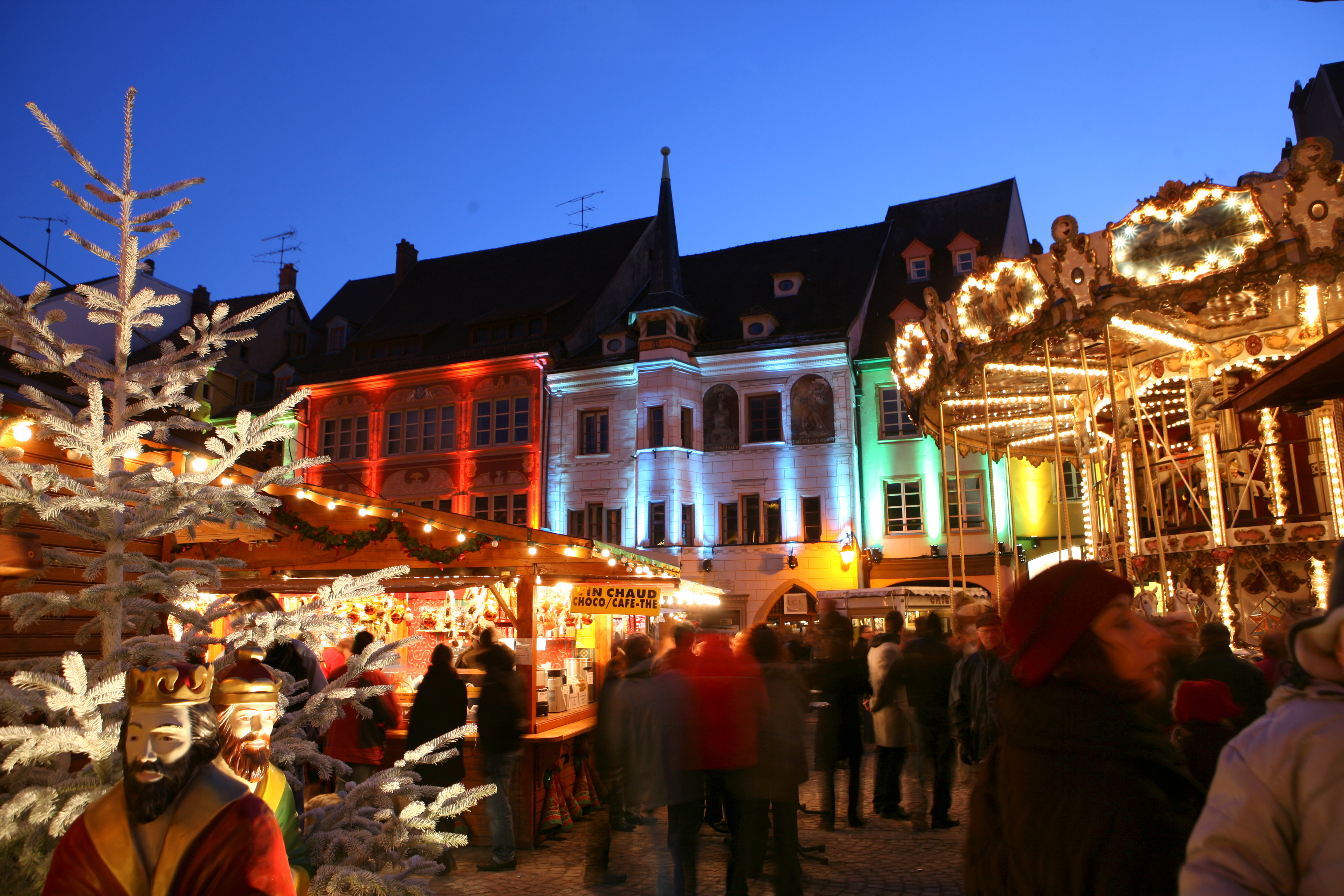
クリスマス市場

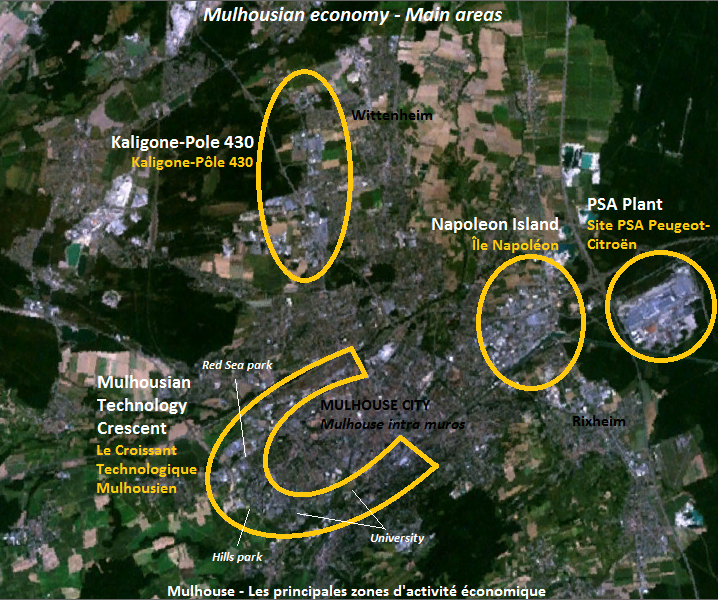
中心商業地区

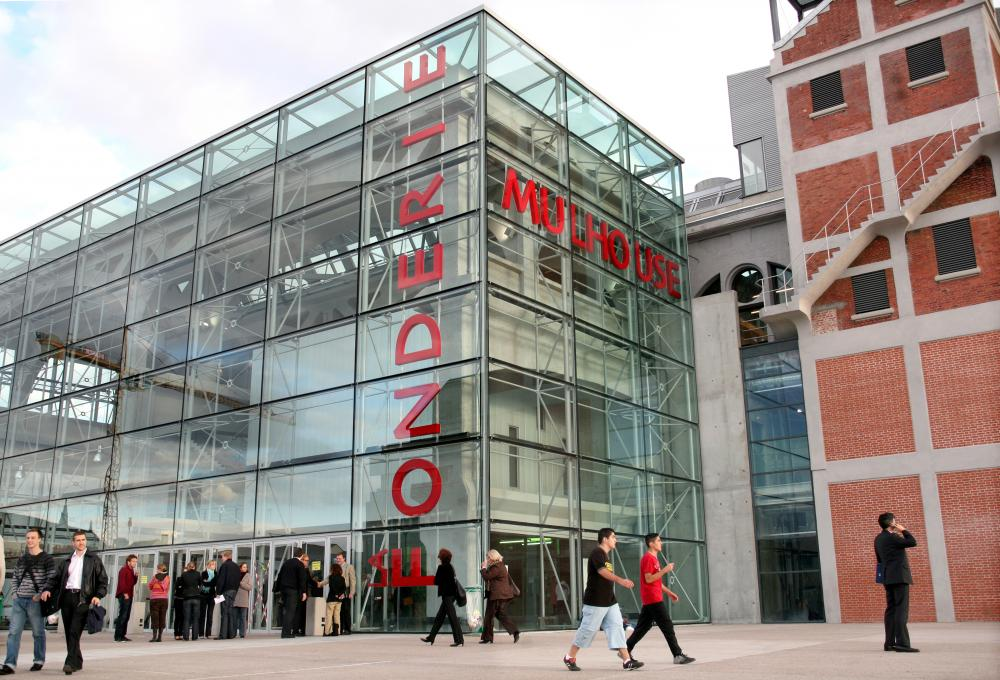
上アルザス大学のラ・フォンデリエ・キャンパス

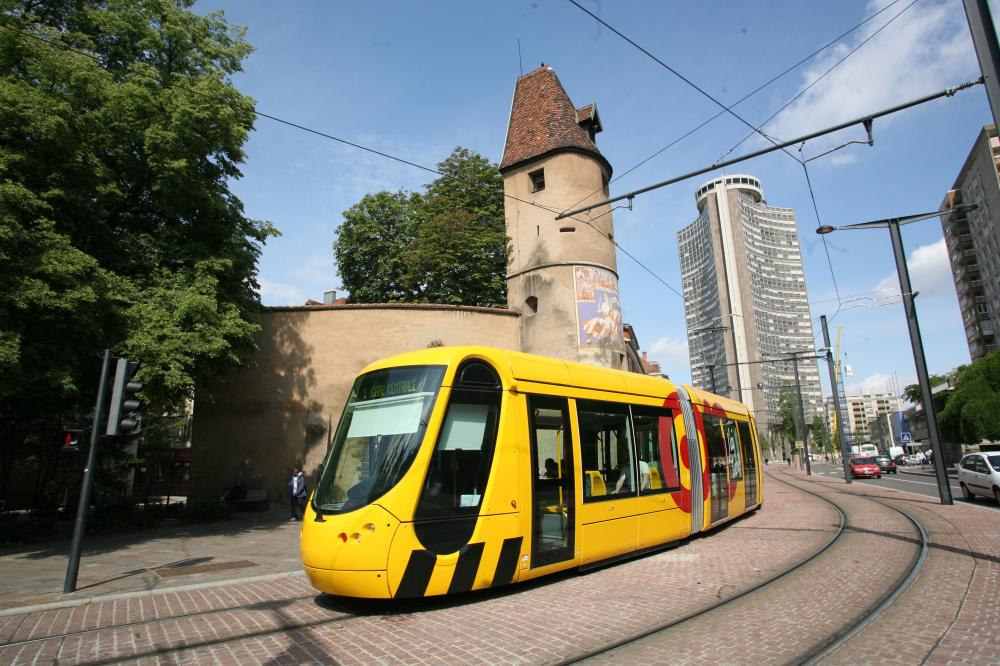
路面電車

紀元前58年頃、ミュルーズが始まったと伝説が残っている。
12世紀、初めて記録に現れる。神聖ローマ帝国の南アルザス郡のスンドゥガウの一部だった。
1308年、帝国自由都市となる。
1354年〜1515年までの間、十都市同盟に加盟していた。
1515年、ジュネーヴ共和国等とともにスイスと同盟関係となった。
1648年、ヴェストファーレン条約によってミュルーズを除くスンドゥガウはフランスに併合された。ミュルーズは自由で独立したカルヴァン主義を保ち、ミュルーズ市共和国として知られていた。
18世紀中盤、ケクランが服飾、染物、化学、機械工業を始めた。
1798年1月4日、住民投票の結果、1月28日にフランスに編入され(ミュルーズ条約)、以降はアルザス地方の帰属に従った。
19世紀、ミュルーズはフランスの繊維産業の中心地に成長した。
1842年、アンドレ・ケクリン(1789年〜1875年)が鉄道設備を造り始めた。当時1800人がこの工場で働いており、フランスの6大機関車工場の1つだった。
普仏戦争(1870年〜1871年)でプロイセンに敗北すると、ミュルーズはドイツ帝国のアルザス＝ロレーヌ州に併合された。
1872年、ケクリンの会社はグラフェンスタデン・アルザス工業と合併し、アルザス機械工業協会となった。

1914年8月4日、第一次世界大戦でフランス軍がミュルーズを占領したが、8月6日のミュルーズの戦いでドイツ軍に追い払われた。
戦後アルザス=ロレーヌはフランス軍に占拠され併合された。
1940年、ナチス・ドイツのフランス侵攻によってドイツに占拠された。
1945年5月、終戦と共にフランス統治に戻った。
ミュルーズはかつて「フランスのマンチェスター」と呼ばれた。綿花の産地であるアメリカのルイジアナ州やレバントとの繋がりが強かった。

## 交通
- 航空  スイス・ドイツとの国境近くにバーゼル＝ミュルーズ空港があり、各地と結んでいる。
- 鉄道  ミュルーズ駅はパリやマルセイユ、ストラスブールなど国内やドイツ、スイスに直通するTGV・ICEのターミナルとなっているほか、地域のローカル列車(TER)も多く発着する。
- 道路  欧州自動車道E54号線(フランスのオートルートA36号線)とオートルートA35号線のジャンクションがあるほか国道N66号線の終点となっている。
- 市内交通  2006年にLRTが開業している。LRTは3系統からなるほか、第3系統の一部はSNCFのルターバッハ・クリュト線に乗り入れるトラムトレインとして運行されている。

## 産業
- PSA・プジョーシトロエンミュルーズ工場:シトロエン・C4、シトロエン・DS4、プジョー・308などの製造をおこなう。

## 出身者
- アルフレド・ドレフュス:軍人
- ウィリアム・ワイラー:映画監督
- クラフト夫妻:火山学者
- ポール・ケクラン:実業家
- アルフレート・ヴェルナー:化学者
- デビット・ケイジ:ゲームクリエイター、パリのゲーム制作会社「クアンティック・ドリーム」の創立者

## 姉妹都市
- ウォルソール　イギリス(1953年〜)
- アントウェルペン　ベルギー(1956年〜)
- カッセル　ドイツ(1965年〜)
- ベルガモ　イタリア(1989年〜)
- ミルウォーキー アメリカ合衆国(1989年〜)
- ケムニッツ ドイツ(1990年〜)
- ティミショアラ ルーマニア(1991年〜)
- ギヴァタイム　イスラエル(1991年〜)
- アルハンゲリスク　ロシア(1992年〜)
- エル・フロウブ　アルジェリア(1999年〜)
- ソファラ　マリ(2003年〜)